# 愉景灣航運
愉景灣航運服務有限公司（英語：Discovery Bay Transportation Services）是香港的渡輪公司，於1980年代初成立，是香港興業為其愉景灣住宅發展項目的對外交通配套而設立。愉景灣航運曾一度同時經營愉景灣至中環、愉景灣至梅窩、屯門至赤鱲角及中環至尖東多條航線。基於種種原因，目前只能提供來往愉景灣及中環的渡輪服務。
在青嶼幹線及愉景灣隧道啟用前，愉景灣航運曾是愉景灣地區往來港九市區的唯一公共交通服務。自從青嶼幹線及愉景灣隧道開通後，已經有陸路交通往來愉景灣，在欣澳站啟用後，愉景灣居民往來港九各地都普遍選乘愉景灣巴士到欣澳站轉乘鐵路，對愉景灣航運的渡輪服務依賴性已大為降低，但往來中環仍以愉景灣航運的高速渡輪所需時間最短及可節省轉乘時間。

## 服務
愉景灣航運服務有限公司負責提供高速渡輪服務往返愉景灣碼頭及中環3號碼頭。每日班次約有90-113班，而每程時間約為25分鐘（單體船則約為30分鐘）。繁忙時間每15-20分鐘一班，而非繁忙時間則約每30-40分鐘一班。2023年12月17日起，逢星期日及公眾假期部分班次以先導形式每方向延長四個航班至愉景灣北。

## 收費
| 每單程收費                                                      | 單程票 | 八達通 | 八達通 |
| 每單程收費                                                      | 單程票 | 訪客   | 居民   |
| --------------------------------------------------------------- | ------ | ------ | ------ |
| 成人                                                            | $55.8  | $55.8  | $38.2  |
| 小童（1-11歲）                                                  | $27.9  | $27.9  | $19.1  |
| 長者（65歲或以上）                                              | $27.9  | $27.9  | $24    |
| 「樂悠咭」（65歲或以上） 「殘疾人士身份」個人八達通（12歲以下） | $27.9  | $2     | $2     |
| 「殘疾人士身份」個人八達通（12-64歲） 「樂悠咭」（60-64歲）     | $55.8  | $2     | $2     |
| 「學生身份」個人八達通                                          | $55.8  | $55.8  | $19.1  |

### T卡(多程票)售價
| 乘客類別   |      |      |     |     |
| 售價       | 儲程 |      |     |     |
| 成人       | $884 | 20程 |     |     |
| 小童 長者  | $442 | 20程 |     |     |
| 可退還按金 | $20  | $20  | $20 | $20 |

### 備註
- 1-11歲小童或65歲或以上長者，可享用優惠票價乘船。
- 1歲以下幼童如有成人陪同，可免費乘船。
- 12-25歲於愉景灣居住的全日制學生可以用已加註愉景灣居民的「學生身份」個人八達通，以小童優惠票價乘船；若有需要，乘客須出示有效證明文件，以證明其愉景灣居民身份。
- 60歲或以上香港居民使用「樂悠咭」、以及合資格殘疾人士使用「殘疾人士身份」個人八達通，可以用HK$2優惠票價乘船，此優惠不適用於單程票；若有需要，乘客須出示有效證明文件及八達通，以證明其身份。
- 65歲或以上長者於2024年8月25日起使用長者或一般個人八達通，會被按照正常票價收費，不能享有$2優惠票價。
- 如持有「樂悠咭」（60-64歲）、「殘疾人士身份」個人八達通（12-64歲）或已加註愉景灣居民的「學生身份」個人八達通的乘客欲使用現金乘船時，必須改用成人單程票付款。
- 代幣已於2023年11月21日起，由單程票取代。乘客請憑單程票上的二維碼入閘，只於發票當日由發售之碼頭入閘，相反方向入閘或逾期則無效。
- 乘客亦可透過AlipayHK「易乘碼」或支付寶「香港乘車碼」繳付車資。乘客使用此等付款方式，將不能享有「長者及合資格殘疾人士乘車優惠計劃」。
- 使用已加註愉景灣居民的八達通，乘搭渡輪服務後轉乘往村方向的巴士（不包括由東涌／欣澳開出的巴士服務），或乘搭往碼頭方向的區內巴士，或DB01R/DB03R於愉景灣上車往碼頭方向後轉乘渡輪服務，可享HK$1.1的折扣優惠，乘客必須於150分鐘內完成轉乘；此優惠不適用於訪客，以及由巴士轉乘渡輪之長者／殘疾人士；優惠已於2020年7月6日完結。

## 現役船隊

### 雙體噴射船
坊間多稱為「快船」或「大船」，有6艘，命名為 Discovery Bay 1 至 Discovery Bay 8 （因迷信四字而沒有Discovery Bay 4）。
| 船名            | 製造年份 | 載客人數 | 速度   | 製造公司                  | 擁有權證明書號碼 | 備註                                                  | 圖片 |
| Discovery Bay 1 | 1995     | 507      | 33海哩 | Marintekink (新加坡) 船厂 | A8043            |                                                       |      |
| Discovery Bay 2 | 1995     | 507      | 33海哩 | Marintekink (新加坡) 船厂 | A8693            |                                                       |      |
| Discovery Bay 3 | 1995     | 507      | 33海哩 | Marintekink (新加坡) 船厂 | A9163            |                                                       |      |
| Discovery Bay 5 | 1997     | 507      | 33海哩 | Marintekink (新加坡) 船厂 | A9443            |                                                       |      |
| Discovery Bay 7 | 1998     | 507      | 33海哩 | Marintekink (新加坡) 船厂 | A9663            | 船隻曾在2018-2021年一度退出服務，於2021年12月26日復出 |      |
| Discovery Bay 8 | 1999     | 507      | 33海哩 | Marintekink (新加坡) 船厂 | A9903            |                                                       |      |

### 單體噴射船
坊間多稱為「慢船」或「細船」，有2艘，命名為 Discovery Bay 19 至 Discovery Bay 20。
| 船名             | 製造年份 | 載客人數 | 速度   | 製造公司                  | 擁有權證明書號碼 | 備註 | 圖片 |
| Discovery Bay 19 | 1989     | 306      | 25海哩 | Marintekink (新加坡) 船厂 | A5393            |      |      |
| Discovery Bay 20 | 1990     | 306      | 25海哩 | Marintekink (新加坡) 船厂 | A5353            |      |      |

## 已退役船隊
1. 新加坡Marintekink單體噴射船
  - Discovery Bay 12(1986年建造，已售予意大利)
  - Discovery Bay 15(1986年建造，已售予意大利)
  - Discovery Bay 16(1986年建造，去向未明)
  - Discovery Bay 21（擁有權證明書號碼：A6353），1992年建造，服役期1992-2009，於2009年退役後已停止服務，於2017年6月已售予中國大陸
  - Discovery Bay 22（擁有權證明書號碼：A6843），1993年建造，服役期1993-2009，於2009年退役後已停止服務，於2017年6月已售予中國大陸
2. 新加坡Marintekink雙體噴射船
  - Discovery Bay 6（擁有權證明書號碼：A9593），1997年建造，服役期1997-2010，2010年1月6日在青衣維修時發生火警，船隻嚴重焚燬，於2010年2月退役
3. 氣墊船
  - Discovery Bay HF1(二手購自油麻地小輪, 原「凱壹零玖(HYF 109)」, 1985年購入)
  - Discovery Bay HF2(二手購自油麻地小輪, 原「凱壹壹零(HYF 110)」, 1985年購入)
  - Discovery Bay HF3(二手購自油麻地小輪, 原「凱壹零捌(HYF 108)」, 1985年購入)
  - RTS201(二手購自加拿大, 1980年代以原船名投入服務，已退役)
  - RTS202(二手購自加拿大, 1980年代以原船名投入服務，已退役)
  - RTS203(二手購自加拿大, 1980年代以原船名投入服務，已退役)
4. 財利單體船
  - Discovery Bay 10(1986年建造，已售予海佑小輪，後來轉售予翠華船務，即現時的「翠盈6」)
  - Discovery Bay 11(1986年建造，已售予海佑小輪，後來轉售予翠華船務，即現時的「翠盈3」)
  - Discovery Bay 17(1988年建造，已售予港九小輪，即現時的「飛騰」)
  - Discovery Bay 18(1988年建造，已售予港九小輪，即現時的「海澄」)
  - Discovery Bay 23(1982年建造，已售予坪洲街渡，現為有記船務「有記28」，主要在假日航行屯門至大澳航線)
  - Discovery Bay 25(1983年建造，已售予海佑小輪，2017年再轉售予奧星旅遊有限公司，現為「OSEA MARINE 8」)
  - Discovery Bay 26(1983年建造，已售予全記渡，並易名為CHUEN KEE 26)
5. 海上的士
  - Discovery Bay(二手購自油麻地小輪, 原「凱叁(HYF 3)」)
  - Discovery Bay 2(二手購自油麻地小輪, 原「凱拾(HYF 10)」)

## 外部連結
- 愉景灣航運服務有限公司 （页面存档备份，存于）